# Робертс, Ниа
Ни́а Ро́бертс (англ. Nia Roberts; род. 5 июля 1972, Брекон, Поуис) — валлийская актриса.

## Биография
Ниа Робертс родилась 5 февраля 1972 года в Бреконе (графство Поуис, Уэльс, Великобритания); в настоящее время она проживает в Кардиффе. У Ниа есть две старших сестры.
В 1975—1983 годах Ниа обучалась в средней школе её родного Брекона. Её профессиональной альма-матер стал Бирмингемский университет, где Робертс изучала актёрское мастерство.

## Карьера
В 1984—2012 годах Ниа сыграла в 34-х фильмах и телесериалах, включая роль девушки, оформившей заказ в фильме «Теория полёта» (1998) Пола Гринграсса. В 2004—2008 года Робертс снималась в телесериале «Холби Сити». Её творческий прорыв случился в 1999 году, когда актриса исполнила главную женскую роль в романтической драме «Соломон и Гейнор».

## Личная жизнь
Ниа замужем за режиссёром Марком Эвансом (род. 1963). У супругов есть дочь — Эдит Эванс (род. 2008).

## Избранная фильмография
| Год  |   | Русское название         | Оригинальное название | Роль                      |
| ---- | - | ------------------------ | --------------------- | ------------------------- |
| 1998 | ф | Теория полёта            | The Theory of Flight  | девушка, оформившая заказ |
| 1999 | ф | Соломон и Гейнор         | Solomon a Gaenor      | Гейнор Риз                |
| 2000 | ф | Закон противоположностей | Canone inverso        | Констанца                 |